# غوستاف إنغستروم
غوستاف إنغستروم (بالسويدية: Gustaf Engström)‏ (و. 1841 – 1874 م) هو ممثل، من السويد، ولد في ستوكهولم، توفي عن عمر يناهز 33 عاماً.